# John Caunter
John Alan Lyde Caunter (17 de diciembre de 1889-1981) fue un alto oficial del ejército británico.

## Carrera militar
Educado en la Escuela Uppingham y en el Colegio Militar Real, Sandhurst. Caunter fue comisionado en el Regimiento de Gloucestershire en 1909. Fue capturado por las fuerzas alemanas en octubre de 1914 y pasó la mayor parte de la guerra en cautiverio como prisionero de guerra antes de escapar de un campamento en Schwarmstedt, en el verano de 1917. Más tarde, pasó a servir al ejército británico de Salónica en 1918. Caunter se convirtió en oficial al mando del 1.º Batallón del Regimiento de Tanques Reales en Egipto, en 1935, y se convirtió en comandante de la 4.ª Brigada Blindada en la campaña del Desierto Occidental en enero de 1940, en cuyo papel vio acción en la Batalla de Beda Fomm en Libia, en febrero de 1941. Se convirtió en Subdirector de Funciones de Personal de las Tropas Blindadas del Cuartel general de India en 1941 antes de retirarse en 1944. 

## Trabajos
Libros
- Caunter, John (1918). 13 Days: The Chronicle of an Escape from a German Prison [13 Días: La Crónica de una Fuga de una Prisión Alemana]. G Bell and Sons.
- Caunter, John (1958). A short guide to shark angling at Looe, and other places in SW England [Una breve guía para la pesca de tiburones en Looe y otros lugares del suroeste de Inglaterra]. John Caunter.

Pintura
- Caunter, John (1948). The Sun breaks through by Brig [El Sol se abre paso por Brig]. National Trust.